# Miguel Monômaco
Miguel Senaquerim Monômaco (em grego: Μιχαὴλ Σεναχηρείμ Μονομάχος; fl. 1315–1343/46) foi um alto oficial bizantino, que serviu como governador de Salonica e Tessália. Ele alcançou o alto posto de grande conostaulo.

## Vida

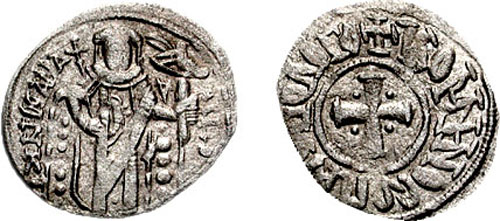
Tornês de r.

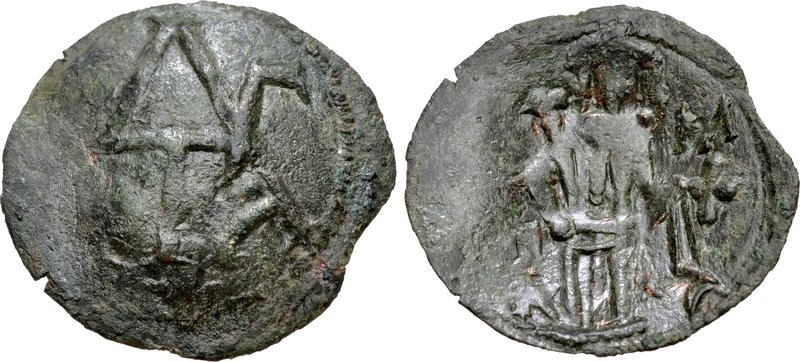
Histameno de r.

Miguel e seu irmão, Jorge Atuemo Monômaco, foram rebentes da família Monômaco, uma linhagem aristocrática que remontava o século X. Sua exata relação com outros membros do começo do século XIV é desconhecida, e eles estão entre os últimos membros atestados no período bizantino. Miguel é mencionado pela primeira vez em 1315, quando serviu como governador céfalo de Salonica. Ele continuou no mesmo ofício em 1321, quando é registrado como tatas da corte, e em 1327, quando foi eparca. Na guerra civil de 1321–1328, ele apoiou Andrônico II Paleólogo (r. 1272–1328) contra seu neto, Andrônico III (r. 1328–1341).
Monômaco permaneceu em Salonica até 1332/1333. Naquele ano, Estêvão Gabrielópulo, o governante semi-independente da Tessália Ocidental e partes do sudoeste da Macedônia, morreu. Gabrielópulo havia sido vassalo bizantino, mas o governante vizinho do Epiro, João II Orsini (r. 1323–1335), rapidamente moveu-se para tomar seus territórios. Em resposta, Andrônico III ordenou que Monômaco interviesse de Salonica, e ele partiu para a Tessália como chefe de um exército. Os bizantinos logo readquiriram controle de grande parte da região, embora o historiador Božidar Ferjančić questiona a afirmação de João Cantacuzeno que as forças epirotas foram completamente expulsas e toda a Tessália foi recapturada naquele momento, apontando para a carência de escrituras imperiais na Tessália Ocidental antes de 1336, e insiste que as forças imperiais capturaram apenas as porções oriental da região em 1332/1333. Andrônico III, após gastar o inverno na área, deixou Monômaco como governador da nova província, com o título de protosebasto. O mais tardar até o momento da morte de João II Orsini em 1335, Monômaco e Andrônico III foram capazes de estender o controle bizantino sobre a Tessália Ocidental também, e mesmo avançar para o Epiro propriamente e capturar Janina.

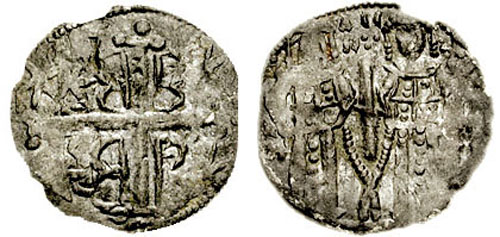
Tornês de João Cantacuzeno

Em 1338, Andrônico III completou sua invasão do coração epirota ao capturar sua capital Arta, anexando o Epiro ao Império Bizantino. Este movimento sofreu oposição da população local, que no ano seguinte rebelou-se contra o domínio Paleólogo. Os epirotas se reuniram em torno de seu jovem governador, Nicéforo II Orsini, que escapou da custódia bizantina e retornou ao Epiro com tropas da corte angevina de Nápoles. Os rebeldes capturaram Arte e levaram o governador bizantino, Teodoro Sinadeno, prisioneiro. Consequentemente, no final de 1339 ou começo de 1340, um exército bizantino sob Monômaco e João Ângelo avançou contra os rebeldes, seguido pelo imperador em pessoa. Pelo fim do ano, as várias fortalezas rebeldes capitulara. Nicéforo recebeu o título de panipersebasto e foi enviado para Salonica, onde sua mãe e irmã já viviam, e o Epiro retornou para controle bizantino com João Ângelo como governador.
Com a eclosão da nova guerra civil entre João Cantacuzeno e a regência de João V Paleólogo em 1341, Monômaco inicialmente tentou manter-se neutro, o que levou os regentes a confiscarem suas propriedades na vila de Chantax, próximo ao rio Estrimão. Em 1342, ele partiu ou foi removido da Tessália pela fação pró-Cantacuzeno, e partiu para Serres, onde juntou-se às forças anti-cantacuzenistas que mantinham a cidade. Ele foi nomeado grande conostaulo por volta desta época e morreu em algum momento entre 1343 e 1346.